# Grayita
La grayita és un mineral de la classe dels fosfats. Rep el nom en honor d'Anton Gray, geòleg en cap de la Kennecott Copper Corporation i assessor de l'Autoritat d'Energia Atòmica del Regne Unit.

## Característiques
La grayita és un fosfat de fórmula química (Th,Pb,Ca)(PO₄)·H₂O. Es tracta d'una espècie aprovada per l'Associació Mineralògica Internacional, i publicada per primera vegada el 1957. Cristal·litza en el sistema hexagonal. És isostructural amb la rabdofana.
Segons la classificació de Nickel-Strunz, la grayita pertany a «02.CJ: Fosfats sense anions addicionals, amb H₂O, només amb cations de mida gran» juntament amb els següents minerals: estercorita, mundrabil·laïta, swaknoïta, nabafita, nastrofita, haidingerita, vladimirita, ferrarisita, machatschkiïta, faunouxita, rauenthalita, brockita, rabdofana-(Ce), rabdofana-(La), rabdofana-(Nd), tristramita, smirnovskita, ardealita, brushita, churchita-(Y), farmacolita, churchita-(Nd), mcnearita, dorfmanita, sincosita, bariosincosita, catalanoïta, guerinita i ningyoïta.

## Formació i jaciments
Va ser descoberta a la mina Gooddays, situada a la parròquia de Mutoko, dins el departament homònim (Mashonaland Oriental, Zimbàbue). També ha estat descrita a les properes pegmatites de Mahaka, al departament de Wedza (també a Zimbàbue), així com a diversos indrets d'Uganda, Namíbia, Polònia, Alemanya, Bulgària, el Japó i els Estats Units.